# Ricardo Esgaio
Ricardo de Sousa Esgaio (Nazaré, 16 maggio 1993) è un calciatore portoghese, difensore dello Sporting Lisbona.

## Caratteristiche tecniche
Ha iniziato la sua carriera come ala destra, per poi venire spostato al ruolo di terzino sulla medesima fascia, che ricopre tuttora.

## Biografia
È il fratello maggiore di Tiago Esgaio, anch'egli calciatore, che gioca come centrocampista nel Belenenses.

## Carriera

### Club

#### Sporting Lisbona
Nato a Nazaré, nel distretto di Leiria, cresce calcisticamente in una rappresentativa locale, il Grupo Desportivo os Nazarenos, prima di essere ingaggiato nel 2005, a 12 anni, dalle giovanili dello Sporting Lisbona. Il 14 dicembre 2011, con lo Sporting già sicuro del primo posto nel girone, viene convocato per un match di Europa League contro la Lazio, insieme agli altri canterani Betinho, Tiago Ilori, João Carlos e João Mário. La partita viene vinta dai bianco-celesti 2-0 e Esgaio rimarrà tutto il tempo in panchina.
L'11 agosto 2012 debutta in LigaPro con lo Sporting B, giocando 80 minuti del match perso contro l'Oliveirense. La settimana seguente marca la sua prima rete nel corso della partita vinta 1-0 contro il Vitória Guimarães B.
Dalla stagione 2012-2013 entra in pianta stabile in prima squadra, con cui esordisce il 7 dicembre 2012 in Europa League nell'ultimo turno contro gli ungheresi del Videoton (vittoria 2-1), in una situazione ormai compromessa per i Leões, già certi matematicamente dell'ultimo posto nel girone. Il 5 gennaio 2013 ha modo di scendere in campo per la prima volta in Primeira Liga, subentrando all'ultimo minuto del match casalingo perso 0-1 contro il Paços Ferreira.
Tornato nella squadra delle riserve, il 14 novembre 2013 segna la sua prima tripletta in carriera nella vittoria per 4-0 contro il Chaves. Successivamente Esgaio sarà promosso in prima squadra, giocando qualche sporadica partita, conquistando comunque una Coppa di Portogallo e la Supercoppa portoghese 2015.
Il 27 gennaio 2015 Esgaio viene mandato in prestito per sei mesi all'Académica Coimbra insieme al compagno di squadra Salim Cissé.

#### Braga
Il 17 giugno 2017, dopo 44 presenze complessive con lo Sporting in cinque anni, viene ceduto al Braga, con cui sottoscrive un contratto per le cinque successive stagioni. Nella trattativa viene coinvolto anche Rodrigo Battaglia che fa il percorso inverso, aggregandosi allo Sporting.

#### Ritorno allo Sporting Lisbona
Il 5 luglio 2021 fa ritorno allo Sporting Lisbona.

### Nazionale
Nel 2015 partecipa, da titolare, all'Europeo Under-21, in cui il Portogallo arriva fino alla finale.
Viene convocato per le Olimpiadi 2016 in Brasile.

## Palmarès

### Club

#### Competizioni nazionali
- Coppa del Portogallo: 3

Sporting CP: 2014-2015, 2024-2025
Braga: 2020-2021
- Supercoppa di Portogallo: 2

Sporting CP: 2015, 2021
- Coppa di Lega portoghese: 2

Braga: 2019-2020
Sporting CP: 2021-2022
- Campionato portoghese: 2

Sporting CP: 2023-2024, 2024-2025